# Joseph McBride (scriitor)
Joseph McBride (n. 9 august 1947, Milwaukee, Wisconsin, SUA) este un istoric de film, biograf, scenarist, autor și profesor universitar american. A scris numeroase cărți, inclusiv biografii ale unor regizori faimoși, o carte despre scenaristică, o carte de jurnalism de investigație despre asasinarea lui John Fitzgerald Kennedy și o carte de memorii despre anii tulburi ai vieții sale.
El este, de asemenea, profesor la Școala de Cinematografie din cadrul San Francisco State University.

## Carieră

### Tinerețea și începutul carierei
Născut în Milwaukee, Wisconsin, McBride a crescut în suburbia Wauwatosa. A urmat cursuri la University of Wisconsin-Madison și a lucrat ca reporter la Wisconsin State Journal din Madison, înainte de a se muta în California în 1973.

### Cărți
McBride a publicat mai mult de 20 de cărți începând din 1968, inclusiv biografiile regizorilor de film Steven Spielberg (Steven Spielberg: A Biography, 1997, publicată în traducere în China continentală în 2012), Frank Capra (Frank Capra: The Catastrophe of Success, 1992), Orson Welles (Orson Welles (1972), Orson Welles: Actor and Director (1977) și What Ever Happened to Orson Welles?: A Portrait of an Independent Career (2006)) și John Ford (John Ford (cu Michael Wilmington, 1974) și Searching for John Ford (2001)). Cartea de interviuri ale lui McBride cu regizorul Howard Hawks, Hawks on Hawks, a fost publicată în 1982.
În 2012 a publicat un manual de scenaristică, Writing in Pictures: Screenwriting Made (Mostly) Painless. În cartea sa, McBride folosește adaptarea povestirii „To Build a Fire” a lui Jack London pentru a evidenția etapele necesare pentru scrierea unui scenariu, precum cercetarea, analiza și schițele. Cartea se bazează pe vasta sa experiență didactică.
În 2013 el a publicat cartea Into the Nightmare: My Search for the Killers of President John F. Kennedy and Officer J. D. Tippit, care a fost rezultatul unei cercetări a cazului de către McBride pe parcursul a 31 de ani. Mai târziu, în 2015, el a publicat The Broken Places: A Memoir, care prezintă copilăria sa conflictuală, adolescența sa frământată și redresarea sa ulterioară.
Columbia University Press a publicat în iunie 2018 cartea How Did Lubitsch Do It?, o analiză critică realizată de McBride a carierei regizorului Ernst Lubitsch.
În martie 2019 a publicat cartea Frankly: Unmasking Frank Capra, care povestește conflictul său juridic cu editorul original Knopf/Random House și cu apropiații lui Capra cu privire la publicarea biografiei Frank Capra: The Catastrophe of Success, lansată de editura Simon & Schuster în 1992.

### Film și televiziune
McBride a scris, printre altele, scenariile filmelor Rock 'n' Roll și Blood and Guts, precum și cinci emisiuni speciale cu privire la Premiul AFI pentru întreaga carieră la CBS-TV emisiuni dedicate lui Fred Astaire, Frank Capra, Lillian Gish, John Huston și James Stewart. El a fost, de asemenea, coscenarist al emisiunii speciale de televiziune a United States Information Agency Let Polonia Be Poland (1982).
El a jucat rolul unui critic de film, domnul Pister, în filmul experimental The Other Side of the Wind (1970-1976) al lui Orson Welles și a fost consultant la completarea filmului în 2018. A fost, de asemenea, coproducătorul documentarelor Obsessed with "Vertigo": New Life for Hitchcock's Masterpiece (1997) și John Ford Goes to War (2002).

## Premii și onoruri
McBride a primit premiul Writers Guild of America la categoria „Television: Comedy/Variety - Special” în 1984 pentru scrierea cărții The American Film Institute Salute to John Huston, împreunăcu producătorul George Stevens, Jr. El a obținut, de asemenea, alte patru nominalizări la premiile WGA, două nominalizări la premiile Emmy și o nominalizare la premiile Canadian Film Awards. Ediția franceză a cărții Searching for John Ford, intitulată A la recherche de John Ford, publicată în 2007, a fost aleasă de Cea mai bună carte de film străină a anului de către asociația criticilor francezi de film, Syndicat Français de la Critique de Cinéma.
Un film documentar despre viața și activitatea sa intitulat Behind the Curtain: Joseph McBride on Writing Film History, regizat de Hart Perez, a fost prezentat în 2011 în premieră mondială la Festivalul Internațional de Film Tiburon din Tiburon, comitatul Marin, California și a fost lansat pe DVD în 2012.

## Viața personală
McBride locuiește în Berkeley, California. Partenera sa de viață este autoarea și psihoterapeuta Ann Weiser Cornell.

## Legături externe
- Official site Arhivat în 6 decembrie 2020, la Wayback Machine.
- „Joseph McBride”. Cinema Department at San Francisco State University. Arhivat din original la 5 iunie 2019. Accesat în 10 decembrie 2017.
- Joseph McBride la Internet Movie Database
- Beatrice interview: Joseph McBride